# آرماند دوچ
آرماند دوچ (انگلیسی: Armand Deutsch؛ ۲۵ ژانویهٔ ۱۹۱۳ – ۱۳ اوت ۲۰۰۵) یک تهیه‌کننده اهل ایالات متحده آمریکا بود. وی بین سال‌های ۱۹۵۰ تا ۱۹۵۸ میلادی فعالیت می‌کرد.

## فیلم‌شناسی
- کمین (۱۹۵۰)
- Right Cross (۱۹۵۰)
- یانکی باشکوه (۱۹۵۰)
- Three Guys Named Mike (۱۹۵۱)
- Kind Lady (۱۹۵۱)
- Carbine Williams (۱۹۵۲)
- So Bright the Flame (1952) (original title The Girl in White)
- دختری که همه چیز داشته است (۱۹۵۳)
- آتش سبز (۱۹۵۴)
- Saddle the Wind (۱۹۵۸)